# Britischer Hip-Hop
Britischer Hip-Hop ist eine Musikgattung und -kultur, die eine Vielzahl an Stilen der britischen Rapmusik abdeckt. Die frühe Szene war sehr stark von der Hip-Hop-Szene in New York City beeinflusst, zunächst sehr ehrfürchtig gegenüber den amerikanischen Erfindern (mit britischen Rappern, die in den frühen 1990er Jahren oft den amerikanischen Straßenslang übernahmen) bevor sie das Vertrauen gewannen, amerikanische Stile zu übernehmen und für ihre eigene Nutzung anzupassen.
Hip-Hop gewann in Großbritannien nie dieselbe Art kulturellen Einflusses wie in den Vereinigten Staaten, mit hausgemacht britischen Künstlern, die sich abmühten denselben Erfolg zu erringen wie selbst importierte, amerikanische Künstler in Großbritannien schafften. Die Szene begann daraus eine Tugend zu machen, setzte Gewinn mit Ausverkauf gleich und verteidigte die Vorstellung des britischen Underdogs, der finanziell kämpft, aber seinem Traum treu bleibt. Nach einem anfänglichen Hauch von Interesse bedeutender Musiklabels in den 1980ern, ging die Szene in den frühen 1990ern in den Untergrund, nachdem die Plattenfirmen sich von dem Genre zurückzogen, enttäuscht von dessen Unfähigkeit den Atlantik zu überqueren, um profitablen Erfolg im US-Markt zu machen. Dennoch tauchte Mitte der 1990er Jahre eine neue Generation britischer Rapper auf, die die Fähigkeit und Zuversicht hatten, sich mit den amerikanischen Superstars auseinanderzusetzen. Der Hip-Hop in Großbritannien begann zu experimentieren und sich aufzufächern – oft verwandelnd in gänzlich verschiedene Genres, z. B. Trip-Hop, Garage oder Drum and Bass – und er drang entscheidend (aus Sicht der Plattenfirmen) in den US-Markt ein.
Heutzutage genießt der britische Hip-Hop seinen zweiten Frühling – er versucht zu managen, beliebt ohne Ausverkauf und innovativ, aber nicht entmutigend zu sein. Obgleich immer noch nicht so beliebt wie ihre amerikanischen Vorfahren, ist die Anhängerschaft der britischen Szene zu Hause wachsend und britische Rapper und DJs ernten Respekt von amerikanischen Künstlern und Fans.

## Demografie
Britischer Hip-Hop ist wie sein amerikanisches Gegenstück Teil eines Gefühls, so dass er normalerweise aus armen, meist dunkelhäutigen Gebieten stammt. Die meiste Musik wird von Rappern karibischer Herkunft gemacht, deshalb der Reggae- und Ragga-Einfluss im britischen Hip-Hop. Obwohl es ein paar weiße und britisch-asiatische Rapper gibt. Britischer Hip-Hop kommt ebenfalls normalerweise aus den hauptsächlichen Stadtgebieten wie in London, Birmingham, Nottingham, Manchester und Bristol.

## Geschichte

### Frühe Jahre
Wie in den Vereinigten Staaten entstand auch der britische Hip-Hop aus einer Szene von Graffiti und Breakdance und ging dann zu DJs und Liverapping auf Partys und Clubnights über. An sich ist es schwer es einem Gründer oder Geburtsort anzuheften: in den frühen 1980ern begann die Szene zu wachsen, als ihre Unterstützer vorherrschend amerikanischen Hip-Hop hörten und von ihm beeinflusst wurden. Indessen fingen aber britische Songs an zu erscheinen – als allererster, auf einem Label veröffentlichter, britischer Song zählt London Bridge (Jive, 1984) von Newtrament, aber vor diesen britischen Künstlern gab es Kassetten von Aufnahmen und Liverap, die von Fan zu Fan gereicht wurden. Ebenfalls gab es frühere Mainstream Pop-Aufnahmen, die mit Rap vermischt wurden – so z. B. Ant Rap von Adam and the Ants aus Prince Charming (CBS, 1981) LP, Wham Rap (Enjoy What You Do) von Wham! aus Fantastic (Inner Vision, 1982) oder Buffalo Gals von Malcolm McLaren aus Duck Rock (Charisma, 1982) – aber diese sind im Allgemeinen Popverwendungen des US-Rap und weniger der Beginn der britischen Hip-Hop Kultur. Jedoch gibt es Gegenargumente, wie die von Greg Wilson.
Über die nächsten fünf Jahre begann sich mehr britische Hip-Hop- und Electromusik herauszuschleichen: Street Sounds Electro UK (Street Sounds, 1984), was von Greg Wilson produziert wurde und einen frühen Auftritt von MC Kermit beinhaltete, der später dazu überging, die von Wilson geförderten Ruthless Rap Assassins zu formen; Kids Rap/Party Rap von The Rapologists auf Hip Hop Beat (Billy Boy, 1984); Don’t Be Flash von DJ Richie Rich (Spin Offs, 1985). Aber Veröffentlichungen waren immer noch wenig und selten und die Szene blieb überwiegend im Untergrund und live.
Wenn auch Plattenfirmen begannen Notiz von dieser Untergrundszene zu nehmen, waren Radio und Öffentlichkeit immer noch eine große Schwierigkeit beim Versuch die grünschnabelige Szene wachsen zu lassen: das sollte ein großes Problem für den britischen Hip-Hop durch die 1980er und 1990er hindurch sein, und oft schaffte es die Szene lediglich mündlich und teilweise mit Unterstützung von Piratensendern, die im ganzen Land aufblühten (und, öfter als umgekehrt, dann wieder verschwanden), zu überleben. Trotzdem spielte das Mainstream Radio britischen Hip-Hop gelegentlich und förderlich, die Szene ins größere Interesse des Landes zu bringen waren DJs wie Dave Pearce und Tim Westwood.

### Die ersten britischen Hip-Hop Labels
Ein großer Meilenstein in der Geschichte des britischen Hip-Hops war die Schöpfung des ersten in Großbritannien aufgenommenen Labels 1986, das verwendet wurde, um britische Hip-Hop Werke zu veröffentlichen. Simon Harris’ Music of Life Plattenlabel brachte die Untergrundszene ins Licht, zuvorderst durch den Erfolg des Rappers Derek B – der erste britische Rapper, der Erfolge in den Charts verbuchte.
Auf Derek Bs Erfolg aufbauend, fuhr Music of Life fort legendäre britische Hip-Hop Gruppen zu entdecken und verpflichten, wie z. B. Hijack, die Demon Boyz, Hardnoise (später Son of Noise) und MC Duke. Deren Hard-as-Hell-Reihen wurden für den deutlich erkennbaren Hip-Hop Fan fast unerlässlich zu hören, hausbackene Talente wie Thrashpack und den She Rockers mixend mit der Aufmerksamkeit, die sie durch US Künstler wie Professor Griff erhielten. Music of Life leitete die Gründung für andere britische Hip-Hop Plattenfirmen, so z. B. Mango Records und Kold Sweat.
Sich von den amerikanischen Wurzeln entfernend begann der britische Hip-Hop eigene Sounds zu entwickeln: Pioniere wie Hijack, Hardnoise und Silver Bullet entwickelten den schnellen Hardcore Hip-Hop, der gerade auf dem Europäischen Festland unter dem Namen Britcore (kurz für British Hardcore Rap) kurzfristig einen gewissen Bekanntheitsgrad errang und am Meisten mit der Szene assoziiert wird, aber viele andere Rapper und Gruppen fühlten sich in dem Stil nicht wohl und nahmen ihre Einflüsse von woanders her. Caveman und Outlaw Posse entwickelten einen vom Jazz beeinflussten Stil, während sich MC Mell’O’ gut zwischen Jazz und Hardcore platzierte. London Posse und Black Radical Mk II waren mehr von Reggae beeinflusst, während die Wee Papa Girl Rappers, Cookie Crew und Monie Love mehr "radio-freundlichen" Hip-Hop produzierten und damit Erfolge in den Charts erreichten. Gruppen wie die Londoner Combo The Brotherhood sind (trotz ihrer expliziten Betonung des britischen Akzents) stark vom US-amerikanischen Hip-Hop beeinflusst. Andere Gruppen entstanden aus der Hip-Hop Szene und brachten ihre eigenen Einflüsse so erfolgreich ein, dass sie zum Hip-Hop so unterschiedlich eingestuft wurden, dass neue Genres aufsprangen, um sie zu beschreiben: Massive Attack mit Trip-Hop oder Galliano mit Acid Jazz zum Beispiel.

### Trügerisches Licht
Trotz des Chart-Erfolgs einiger britischer Hip-Hop-Künstler – z. B. des in London geborenen Slick Rick, der in frühen Jahren in die USA auswanderte – blieb der Großteil der Szene im Untergrund und von kleinem Umfang. Es entwickelte sich ein Mindset – am besten gekennzeichnet durch "No Sell Out" von Gunshot (Vinyl Solution, 1991) oder "Poor But Hardcore" von Son of Noise aus The Mighty Son of Noise (Kold Sweat, 1992) –, das Künstlern misstraute, die Chart-Erfolge erreichten, ohne den meist mit der Szene assoziierten Hardcore-Stil zu benutzen. Der Chart-Erfolg von Silver Bullet wurde aufgrund des entschieden schnellen Aufstiegs beklatscht, wohingegen Derek B und Rebel MC verachtet wurden, als sie mehr vom Pop beeinflusst waren, aber sie ernteten Erfolg durch unanfechtbare Texte. Spaltungen innerhalb der Gemeinschaft wie diese machten es für britische Künstler schwer, Chart-Erfolge zu erringen, aus Angst, als "Ausverkauf" gebrandmarkt zu werden.
Wie auch immer, die Dinge sahen vielversprechend aus: Hip Hop Connection, das erste große britische Hip-Hop-Magazin, wurde 1989 gegründet, und in den frühen 1990er Jahren schien die britische Hip-Hop Szene zu gedeihen. Es gab nicht nur ein stabiles Fundament an Rappern in London – Legenden wie Blade, Black Radical Mk II und Overlord X –, sondern außerhalb der Hauptstadt entwickelten viele Städte ihre eigenen Bezirksszenen. Bristols Szene (insbesondere die St.-Paul-Gegend) brachte The Wild Bunch (später besser als Massive Attack bekannt) und bedeutende Gruppen wie Plus One und Smith & Mighty und wurde später die Heimat des Trip-Hop. Nottingham war der Geburtsort der Stereo MCs, während uns Leeds die Heimat von Nightmares on Wax, Braintax und Breaking the Illusion ist, die die Szene durch die Gründung von Low Life Records revolutionierten. Manchester rief die Ruthless Rap Assassins, Krispy 3 (später Krispy), die Kaliphz und MC Tunes ins Leben. Als die Szene wuchs, wurde es für britische Rapper immer weniger üblich, amerikanische Akzente zu imitieren (jene, die es taten, wurden oft belächelt), und britischer Rap bürgte immer mehr für seine eigene Identität.
Caveman unterzeichnete bei einem größeren Label – Profile Records, der britischen Heimat von Run DMC – und Kold Sweat gründete sich selbst und entdeckte Gruppen wie The SL Troopers, Unanimous Decision und Katch 22, deren "Diary of a Blackman" von Radio 1 verboten wurde, da sie einen Ausschnitt aus einem Lied der National Front benutzten. 1991 veröffentlichte Hijack The Horns of Jericho (Rhyme Syndicate Records, 1991) auf dem von Ice-T erst kurz zuvor gegründeten Rhyme Syndicate Label. Die erste Single, "The Badman is Robbin'", war ein Hit der Top 40, und die Gruppe fuhr fort, mehr als 30.000 Alben zu verkaufen.
Und doch kam der prophezeite britische Hip-Hop-Boom nie. The Horns of Jericho (Rhyme Syndicate Records, 1991) wurde nie in den USA veröffentlicht, und Plattenfirmen nahmen Künstler von ihren Listen herunter, sich auf schlechte Verkaufszahlen und mangelndes Interesse berufend. Mango Records wurde geschlossen, noch mehr britische Hip-Hop-Künstler ohne Plattenfirma zurücklassend, und um die Umstände noch schlechter zu machen, begann die britische Hörerschaft ihr Interesse gen Drum and Bass/Jungle, einer Verschmelzung aus Hip-Hop und Ragga, zu richten. Der britische Hip-Hop wurde auch durch die Plattenindustrie schwer getroffen, die durch die Auswirkungen des Samplens wachgerüttelt wurde und begann, die Nutzung von Samples anzumahnen und diejenigen zu verfolgen, die sie ohne Erlaubnis nutzten. Die größeren US-Künstler konnten sich die Lizenzen für ein paar ausgewählte Samples leisten und immer noch gewinnbringend für ihr Label herausschlagen; die kleineren britischen Künstler konnten spärlich die Wünsche deren Labels nach Gewinn befriedigen, ohne das Zuziehen weiterer Kosten für die Lizenzierung von Samples.
Zwischen der Mitte der 1990er Jahre und Anfang 2000 legten viele altgediente britischen Hip-Hopper ihre Mikrofone nieder (so beispielsweise auch die Gruppe The Brotherhood) und bekamen Berufe im wirklichen Leben, und die Szene, die bedroht war, jeden Moment Mainstream werden zu können, blieb standhaft im Untergrund.

### Die nächste Generation
Aber als die älteren Rapper die Szene verließen, kam die zweite Generation – aus Hip-Hop und Electronica entsprungen – in das richtige Alter: The Herbaliser veröffentlichten "Remedies" (Ninja Tune, 1995), Mr. Scruff veröffentlichte "Frolic EP Pt 1" (Pleasure Music, 1995), Mark B veröffentlichte "Any More Questions?" (Jazz Fudge, 1995) und DJ Skitz veröffentlichte "Where My Mind Is At/Blessed Be The Manor" (Ronin Records, 1996), das einen jungen Rapper namens Roots Manuva als Gastsänger enthielt, der ein Jahr vorher mit seiner Single "Next Type of Motion" (Sound of Money, 1995) beeindruckte. Neue Plattenfirmen, die versuchten, Stil und Sensibilitäten des britischen Hip-Hops mit moderner Dancemusik zu verschmelzen tauchten auf und erhielten Notiz, wie Mark Raes Grand Central oder DJ Vadims Jazz Fudge. Diese Künstler schafften es zunehmend die Fragen zu vermeiden bezüglich Nutzung von Samples mit selbstgemachter Musik (Bands wie die Stereo MCs begannen Instrumente zu spielen, und dann ihre eigenen Melodien für eigene Aufnahmen zu samplen) oder mit dem Heraussuchen unbekannterer Aufnahmen, wo ein meist kosteneffektiver Lizenzdeal arrangiert werden könnte (oder wo das Sample mit einem hohen Maß an Sicherheit benutzt werden könnte ohne, dass der Originalkünstler je davon hören würde).
Der britische Hip-Hop begann durch eine Renaissance zu wandern, dessen Stil sich von den vorherigen schnellen Hardcore Schablonen seiner frühen Jahre entfernte und sich in melodiöseres Terrain begab. Mark B und Blade arbeiteten zusammen, um die "Hitmen for Hire EP" (Jazz Fudge, 1998) aufzunehmen, die Gastauftritte von aufstrebenden Stars wie Lewis Parker und Mr. Thing (von den Scratch Perverts) enthielt. Die EP war ein Erfolg und führte zum Album Unknown (World Play, 2001) und Chart-Erfolg. Roots Manuva, Blak Twang, Phi Life Cypher und Ty kamen alle ins Blickfeld der Öffentlichkeit und altgediegene Legenden wie Rodney P, Mike J und Mc Mell'O' griffen wieder zum Mikrofon.

### Die neue Generation
Britischer Hip-Hop entfaltet sich auch in neue Richtungen, mit einem neuen Stil der Elektronischen Musik, der in den frühen 2000ern bekannt wurde und stark von Hip-Hop und Garage beeinflusst war. Das neue Genre wurde Grime getauft, aber wird es manchmal auch Eskibeat oder Sublow genannt. Bekannte Künstler dieser ersten Welle waren Dizzee Rascal, Wiley, Lady Sovereign und Kano. Es gibt eine Kontroverse darüber, ob Grime nur ein Subgenre des britischen Hip-Hop oder ein eigenständiges Genre ist.
Weiterer Erfolg folgte als The Streets sein Album Original Pirate Material (679 Records, 2002) veröffentlichte und wurde einer der ersten der neuen Art des britischen Hip-Hop, Glaubwürdigkeit und beachtliche Verkaufszahlen zu kombinieren, sowohl in Großbritannien als auch in den USA. Der Erfolg von The Streets brachte erneut bedeutende Plattenfirmen dazu im britischen Hip-Hop nach dem großen Wurf zu schauen und TV und Radio gaben britischen Hip-Hop Künstlern wie Skinnyman Luft zu spielen, wie auch ihren amerikanischen Gegenstücken.
Gruppen wie Euro Gang erreichten ebenfalls Erfolg auf dem internationalen Markt, als sie bei einer amerikanischen Plattenfirma unterschrieben. Künstler wie Mr. 45 erhalten ebenfalls wachsenden Respekt von amerikanischen Künstlern, während Gruppen wie Goldie Lookin Chain Hip-Hop und Rap auf ihre Weise nutzen, um Chart-Erfolg zu erhalten.